# Шило (Харцгероде)
Шило (нем. Schielo) — деревня в Германии, в земле Саксония-Анхальт, входит в район Гарц в составе городского округа Харцгероде.
Население составляет 552 человека (на 31 декабря 2007 года). Занимает площадь 19,77 км².

## История
Первое упоминание о поселении датируется 21 августа 1430 года.
1 августа 2009 года, после проведённых реформ, Шило вошла в состав городского округа Харцгероде в качестве района.

## Известные уроженцы
- Карл Блосфельдт — немецкий фотограф и скульптор.

## Галерея

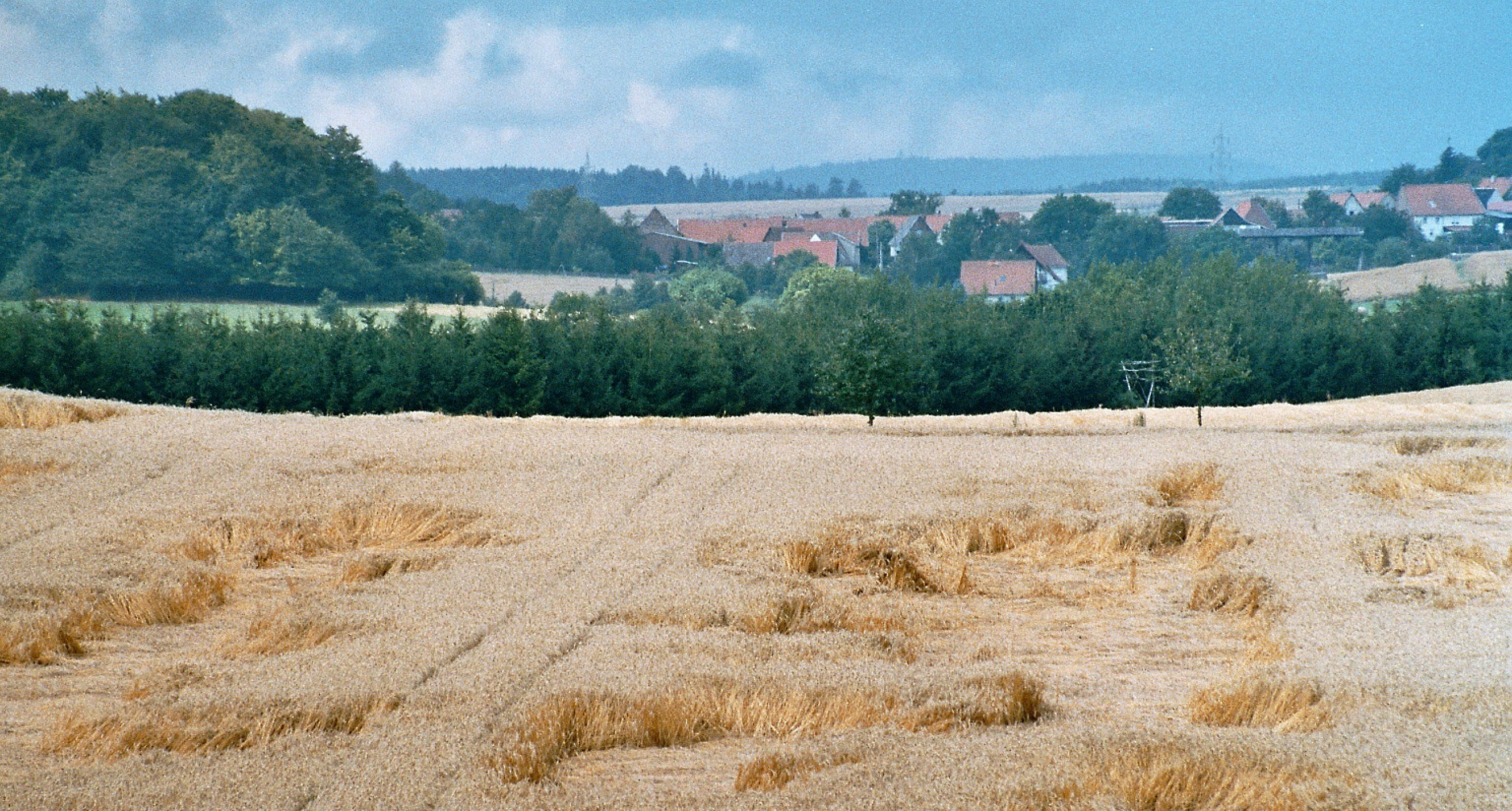
Вид на Шило
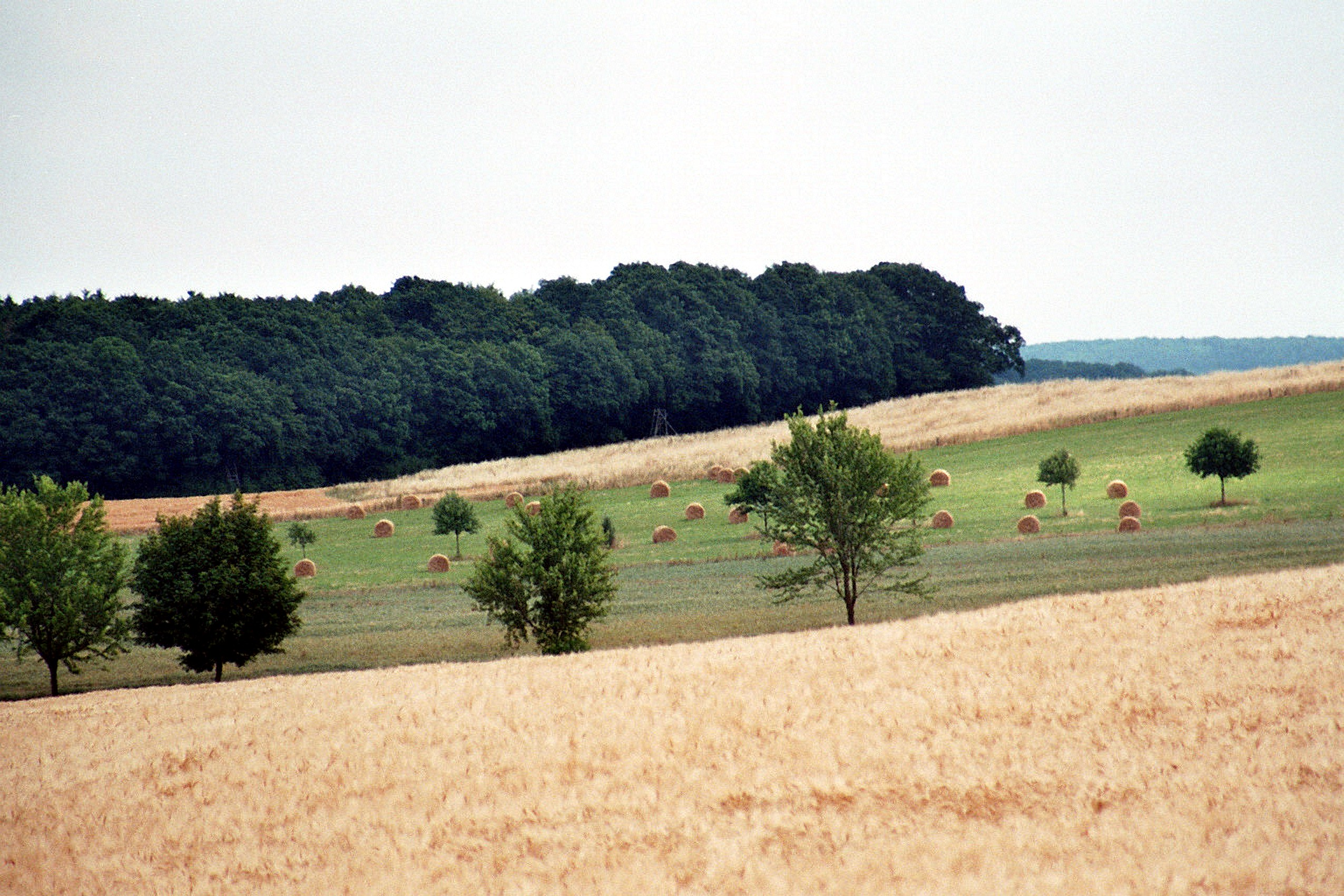
Луга к северу от Шило